# 劉介岑
劉介岑（1952年4月4日—），廣東豐順人，中華民國空軍將領。

## 生平
劉介岑畢業於中華民國空軍軍官學校56期、空軍指揮參謀學院及戰爭學院，曾任427聯隊參謀長、空軍總部計畫署署長、飛指部指揮官、國防部空軍司令部政戰主任、國防部資源司司長與空軍作戰指揮部指揮官等職。2006年12月晉升中將軍階，擔任相關職務至退役。軍旅生涯中，他亦參與由航空工業發展中心主導的IDF經國號戰機發展計畫研製、生產和測評機隊管理等過程。
2011年7月退伍後，他轉任漢翔航空工業董事長。2013年間，為增進企業決策彈性、鬆綁限制並吸引年輕人才，劉介岑負責推行漢翔公司民營化計畫。同年11月，美國亞利桑納州州長珍妮斯．布魯爾於參訪漢翔航空工業旗下的台灣先進複材中心時，為表彰漢翔與美國企業的合資公司對亞利桑納州的貢獻，頒發鳳凰城榮譽市民給劉介岑。2014年8月，在完成公司掛牌上市之民營化目標後，劉續任董事長，至2015年3月卸任退休。